# Macedonisch esparcetteblauwtje
Het Macedonisch esparcetteblauwtje (Polyommatus nephohiptamenos) is een vlinder uit de familie Lycaenidae. De wetenschappelijke naam is gepubliceerd in 1978 door Brown en Coutsis.

## Verspreiding
De soort komt zeer lokaal voor in Zuidwest-Bulgarije en Noordoost-Griekenland.

## Habitat
Het habitat bestaat uit graslanden en droge open plekken in bossen tussen 1200 en 2000 meter hoogte. Er is één generatie die in juli en augustus vliegt.